# 巽和夫
巽 和夫（たつみ かずお、1929年（昭和4年）10月31日 - 2012年（平成24年）11月6日）は、日本の建築学者。専門は建築社会システム、特に建築生産論やハウジング論。京都大学名誉教授、福山大学名誉教授。巽和夫建築研究所代表取締役。

## 来歴
1929年10月、京都府京都市に生まれる。1953年に京都大学工学部建築学科（西山夘三研究室）を卒業し、1962年には同大学院工学研究科博士課程を修了。工学博士。この間、京都大学工学部助手や建設省建築研究所研究員を務める。
1966年より京都大学工学部に助教授として奉職し、1968年には教授に昇任する。大学着任後、建築における生産性や資源問題に着目して「ハウジング論」という研究領域を開拓し、多くの研究者との共同研究により「高層集合住宅研究」、「都市型ハウジングシステム研究」などを推進。また「二段階供給方式」による集合住宅などの実験的プロジェクトを指導し、建築ストックの運営管理に関する研究として「団地マネジメント」などを展開する。
1993年3月に京都大学を停年により退官。これを記念して同年5月には『軌跡：巽和夫先生業績目録』が出版された（NCID BB02767537）。1993年4月に同名誉教授となり、福山大学教授、および巽和夫建築研究所代表に就任する。福山大学では大学院工学研究科長も務め、2003年4月に同名誉教授。1992年に都市住宅学会の初代会長に就任し、10年間の会長職を経て2002年に同学会の名誉会員、顧問となる。
日本建築学会賞、建設大臣表彰、計画行政学会計画賞などを受賞。
住まい・まちづくり活動推進協議会会長、住宅リフォーム推進協議会会長、ゆとりある豊かな住生活を実現する国民推進会議副会長などを務める。
2005年に問題となった構造計算書偽造問題の緊急調査委員会座長（国土交通大臣の私的諮問機関）を務め、行政対応の検証にあたった。
2012年11月6日に満83歳で死去。同日付で、瑞宝中綬章を受賞（死亡叙勲）。

## 受章
本節の出典は『都市住宅学』第81号。
- 1976年 - 日本建築学会賞（論文「住宅の生産・供給に関する一連の研究」）
- 1995年 - 日本計画行政学会計画賞（「町家型共同住宅の開発・計画と建築活動の行政的誘導」）
- 1996年 - 日本建築学会作品選奨
- 2001年 - 日本不動産学会業績賞
- 2002年 - 都市住宅学会功労賞
- 2005年 - 日本建築学会大賞
- 2008年 - 地域住宅計画推進協議会功労賞

## 受彰
本節の出典は『都市住宅学』第81号。
- 1987年 - 建設大臣表彰（「住居・居住環境の改善･向上への功績」）
- 1990年 - 全国建築審査会協議会長表彰
- 1993年 - 京都府知事表彰
- 1994年 - 大阪市民表彰
- 1997年 - 大阪府知事表彰
- 1998年 - 京都市長表彰
- 1999年 - 大阪府知事表彰
- 2008年 - 京都市長表彰

## 主な著書
- 『現代ハウジング論』（編） 学芸出版社、1986年 ISBN 4-7615-4008-7
- 『住宅を計画する（住環境の計画）』（共著） 彰国社、1987年 ISBN 4-3950-0252-8
- 『行政建築家の構想』（編） 学芸出版社、1989年 ISBN 4-7615-2044-2
- 『現代社会とハウジング』（編） 彰国社、1993年 ISBN 4-395-00356-7
- 『現代ハウジング用語事典』（編） 彰国社、1993年 ISBN 4-395-10014-7
- 『住宅の近未来像』（共編） 学芸出版社、1996年 ISBN 4-7615-3056-1
- 『町家型集合住宅-成熟社会の都心居住へ』（共編） 学芸出版社、1999年 ISBN 4-7615-2207-0
- 『進化する建築保全-LCCからFMまで』（共編著） 学芸出版社、2002年 ISBN 4-7615-2284-4